# Campionati europei di atletica leggera 2024 - Getto del peso femminile
La gara del getto del peso femminile dei campionati europei di atletica leggera 2024 si è svolta il 7 giugno.

## Podio
| Pos.    | Atleta              | Nazionalità | Tempo   |
| ------- | ------------------- | ----------- | ------- |
| Oro     | Jessica Schilder    | Paesi Bassi | 18,77 m |
| Argento | Jorinde van Klinken | Paesi Bassi | 18,67 m |
| Bronzo  | Yemisi Ogunleye     | Germania    | 18,62 m |

## Situazione pre-gara

### Record
Prima di questa competizione, il record del mondo, il record europeo e il record dei campionati erano i seguenti.
| Record                | Prestazione | Atleta                               | Data e luogo                          | Competizione               |
| --------------------- | ----------- | ------------------------------------ | ------------------------------------- | -------------------------- |
| Record mondiale       | 22,63 m     | Natal'ja Lisovskaja Unione Sovietica | 7 giugno 1987 Mosca, Unione Sovietica | Moskva Znamenskiy Memorial |
| Record europeo        | 22,63 m     | Natal'ja Lisovskaja Unione Sovietica | 7 giugno 1987 Mosca, Unione Sovietica | Moskva Znamenskiy Memorial |
| Record dei campionati | 21,69 m     | Vita Pavlyš Ucraina                  | 20 agosto 1998 Budapest, Ungheria     | Campionati europei 1998    |

### Campionesse in carica
Le campionesse in carica a livello europeo erano:
| Campione       | Atleta                       | Prestazione | Data e luogo                               | Competizione                   |
| -------------- | ---------------------------- | ----------- | ------------------------------------------ | ------------------------------ |
| Europeo        | Jessica Schilder Paesi Bassi | 20,24 m     | 15 agosto 2022 Monaco di Baviera, Germania | Campionati europei 2022        |
| Europeo indoor | Auriol Dongmo Portogallo     | 19,76 m(i)  | 3 marzo 2023 Istanbul, Turchia             | Campionati europei indoor 2023 |

### La stagione
Prima di questa gara, le atlete con le migliori tre prestazioni europee dell'anno erano:
| Pos. | Atleta                       | Prestazione | Data e luogo                            |
| ---- | ---------------------------- | ----------- | --------------------------------------- |
| 1    | Jessica Schilder Paesi Bassi | 20,31 m(i)  | 17 febbraio 2024 Apeldoorn, Paesi Bassi |
| 2    | Yemisi Ogunleye Germania     | 20,19 m(i)  | 1º marzo 2024 Glasgow, Regno Unito      |
| 3    | Fanny Roos Svezia            | 18,99 m     | 19 maggio 2024 Rehlingen, Germania      |

## Risultati

### Qualificazioni
I turni di qualificazione si sono tenuti il 7 giugno a partire dalle ore 10:00.
Accedono alla finale le atlete di ogni gruppo che raggiungono la misura di 18,00 m (Q) o le 12 migliori prestazioni (q).
| Pos. | Gruppo | Atleta                   | Nazionalità | 1ª prova | 2ª prova | 3ª prova | Misura  | Note |
| ---- | ------ | ------------------------ | ----------- | -------- | -------- | -------- | ------- | ---- |
| 1    | B      | Fanny Roos               | Svezia      | 17,87 m  | 18,70 m  |          | 18,70 m | Q    |
| 2    | B      | Alina Kenzel             | Germania    | 17,61 m  | 18,42 m  |          | 18,42 m | Q    |
| 3    | B      | Yemisi Ogunleye          | Germania    | 18,40 m  |          |          | 18,40 m | Q    |
| 4    | A      | Jessica Schilder         | Paesi Bassi | 18,32 m  |          |          | 18,32 m | Q    |
| 5    | A      | Jessica Inchude          | Portogallo  | 18,17 m  |          |          | 18,17 m | Q    |
| 6    | A      | Sara Lennman             | Svezia      | 17,65 m  | x        | 18,16 m  | 18,16 m | Q    |
| 7    | A      | Jorinde van Klinken      | Paesi Bassi | 18,13 m  |          |          | 18,13 m | Q    |
| 8    | A      | Julia Ritter             | Germania    | 17,86 m  | 18,06 m  |          | 18,06 m | Q    |
| 9    | B      | Klaudia Kardasz          | Polonia     | x        | 17,76 m  | 16,78 m  | 17,76 m | q    |
| 10   | B      | María Belén Toimil       | Spagna      | 17,76 m  | x        | x        | 17,76 m | q    |
| 11   | A      | Emel Dereli              | Turchia     | 17,01 m  | 17,66 m  | 16,94 m  | 17,66 m | q    |
| 12   | A      | Emilia Kangas            | Finlandia   | 16,99 m  | x        | 17,02 m  | 17,02 m | q    |
| 13   | B      | Benthe König             | Paesi Bassi | 16,94 m  | x        | 17,02 m  | 17,02 m |      |
| 14   | A      | Dimitriana Bezede        | Moldavia    | 16,80 m  | x        | x        | 16,80 m |      |
| 15   | B      | Eliana Bandeira          | Portogallo  | 16,76 m  | 16,74 m  | x        | 16,76 m |      |
| 16   | B      | Miryam Mazenauer         | Svizzera    | x        | 16,69 m  | x        | 16,69 m |      |
| 17   | B      | Senja Mäkitörmä          | Finlandia   | 16,27 m  | 16,25 m  | 16,45 m  | 16,45 m |      |
| 18   | A      | Eveliina Rouvali         | Finlandia   | 16,34 m  | x        | 16,03 m  | 16,34 m |      |
| 19   | B      | Erna Sóley Gunnarsdóttir | Islanda     | 16,26 m  | 16,20 m  | 16,19 m  | 16,26 m |      |
| 20   | A      | Zuzanna Maślana          | Polonia     | 15,92 m  | 16,22 m  | 15,76 m  | 16,22 m |      |
| 21   | B      | Violetta Veiland         | Ungheria    | 15,72 m  | x        | x        | 15,72 m |      |
| 22   | A      | Lucija Leko              | Croazia     | 14,61 m  | x        | 15,61 m  | 15,61 m |      |
| 23   | B      | Maria Magkoulia          | Grecia      | 15,24 m  | 15,31 m  | 14,97 m  | 15,31 m |      |
| 24   | A      | Renáta Beregszászi       | Ungheria    | 14,71 m  | x        | 15,06 m  | 15,06 m |      |
| 25   | A      | Anastasia Ntragkomirova  | Grecia      | 14,43 m  | 13,99 m  | 14,82 m  | 14,82 m |      |

### Finale
La finale si è tenuta l'8 giugno a partire dalle ore 21:33.
| Pos     | Atleta              | Nazionalità | 1ª prova | 2ª prova | 3ª prova | 4ª prova | 5ª prova | 6ª prova | Risultato | Note                                     |
| ------- | ------------------- | ----------- | -------- | -------- | -------- | -------- | -------- | -------- | --------- | ---------------------------------------- |
| Oro     | Jessica Schilder    | Paesi Bassi | 18,77 m  | 18,13 m  | x        | 18,62 m  | x        | x        | 18,77 m   |                                          |
| Argento | Jorinde van Klinken | Paesi Bassi | 18,13 m  | 18,67 m  | 18,21 m  | 18,40 m  | 18,19 m  | 18,23 m  | 18,67 m   | Miglior prestazione personale stagionale |
| Bronzo  | Yemisi Ogunleye     | Germania    | 17,04 m  | x        | 17,87 m  | 16,32 m  | 18,62 m  | x        | 18,62 m   |                                          |
| 4       | Alina Kenzel        | Germania    | 18,00 m  | 17,98 m  | x        | 18,18 m  | 18,22 m  | 18,55 m  | 18,55 m   |                                          |
| 5       | María Belén Toimil  | Spagna      | 17,00 m  | 18,43 m  | 17,61 m  | 17,99 m  | x        | 17,77 m  | 18,43 m   |                                          |
| 6       | Fanny Roos          | Svezia      | 17,62 m  | 18,26 m  | x        | x        | x        | 18,10 m  | 18,26 m   |                                          |
| 7       | Julia Ritter        | Germania    | 18,14 m  | 17,83 m  | 17,98 m  | x        | 18,18 m  | 18,18 m  | 18,18 m   |                                          |
| 8       | Sara Lennman        | Svezia      | 17,22 m  | 17,20 m  | 17,96 m  | 17,93 m  | 18,16 m  | x        | 18,16 m   |                                          |
| 9       | Jessica Inchude     | Portogallo  | 17,56 m  | 17,77 m  | 17,81 m  |          |          |          | 17,81 m   |                                          |
| 10      | Klaudia Kardasz     | Polonia     | 17,66 m  | 17,28 m  | x        |          |          |          | 17,66 m   |                                          |
| 11      | Emel Dereli         | Turchia     | 17,52 m  | 17,34 m  | x        |          |          |          | 17,52 m   |                                          |
| 12      | Emilia Kangas       | Finlandia   | x        | 16,74 m  | x        |          |          |          | 16,74 m   |                                          |